# 集団安全保障条約
集団安全保障条約（しゅうだんあんぜんほしょうじょうやく、露：Договор о коллективной безопасности、英：Collective Security Treaty）は、1992年5月15日に旧ソビエト連邦の構成共和国6か国が調印した集団安全保障および集団的自衛権に関する軍事同盟である。3か国の新規加盟、3か国の条約延長拒否を経て、2023年時点でロシア、アルメニア、ベラルーシ、カザフスタン、キルギス、タジキスタンの6か国が加盟している。同条約は計11条の条文から成り、加盟国の軍事分野における協力について規定している。2002年には後述の通り集団安全保障条約機構(英：Collective Security Treaty Organization＝略称CSTO)に発展した。

## 概要
ソビエト連邦の崩壊後の1992年5月15日にタシケントで、アルメニア、カザフスタン、キルギス、ロシア、タジキスタン、ウズベキスタンが署名した。1993年にアゼルバイジャン、ジョージア（ロシア語名グルジア）、ベラルーシがこれに加わった。条約は1994年4月20日に発効した。1995年11月1日に同条約は国際連合事務局に登録された。
1999年4月2日、集団安全保障条約の有効期限5年延長に関する議定書にアルメニア、ベラルーシ、カザフスタン、キルギス、ロシア、タジキスタンが署名したが、アゼルバイジャン、グルジア、ウズベキスタンは延長せず、同条約から脱退した。
このうち原加盟国だったウズベキスタンは2006年8月に再加盟したが、2012年6月に再脱退した。加盟国だったジョージア（グルジア）では北大西洋条約機構（NATO）加盟を目指すミヘイル・サアカシュヴィリ政権が誕生したことで対ロ関係が悪化し、ロシアが南オセチア及びアブハジアの独立を一方的に承認して2008年8月に南オセチア紛争が勃発し、以後これらの地域をロシアが実質的に占領する状態が続いている。

### 2022年以降の動き
2022年カザフスタン反政府デモにおいて、同国のカシムジョマルト・トカエフ大統領からの要請に基づき、情勢が安定化するまでの期間限定で集団安全保障条約機構の平和維持部隊を派遣する事が発表され、2022年1月7日時点で先遣隊としてロシアの空挺部隊が現地入りした。
加盟国のアルメニアと、CSTOから離脱したアゼルバイジャンは領土紛争をナゴルノ・カラバフ戦争から断続的に続けて対立し、2020年ナゴルノ・カラバフ紛争でアゼルバイジャンが優勢に立った。2022年2月、ロシアとアゼルバイジャンは軍事面での関係強化や領土紛争の解決に向けた協力を含む「同盟的協力宣言」に署名した。その直後、2022年ロシアのウクライナ侵攻が始まり、CSTOや、CSTOより多くの旧ソ連諸国が参加する独立国家共同体（CIS）にも大きな影響を与えた。
CSTOとCISの加盟国であるベラルーシはロシアを支援し、対ウクライナ攻撃の拠点が置かれた。他方、アメリカ合衆国のNBCによると、カザフスタンはロシアからのウクライナ紛争への軍派遣要請があったが断ったとされ、ウクライナ東部の親露派2地域の独立についても承認していない。
2022年11月23日、アルメニアの首都エレバンで首脳会議が行われた。会議ではロシアのプーチン大統領がウクライナにおける軍事行動への支持を求めたほか、開催国のニコル・パシニャン首相は、ナゴルノ・カラバフ地方をめぐる衝突において集団安全保障条約が機能していないことへの不満を表明した。パシニャンは翌2023年5月22日にも集団安全保障システムが機能していないことに不満を表明し、このことを理由にCSTOからの脱退を示唆し、同年9月19日にアゼルバイジャンがナゴルノ・カラバフに対して軍事作戦を決行した際にロシアは介入を拒みアルメニア分離勢力がわずか1日で降伏するなど惨敗に終わったことを受け、パシニャンは9月24日に対ロシア政策を大幅に転換する考えを表明した。
2024年6月12日、アルメニアのパシニャン首相は議会でCSTOからの脱退を宣言した。2022年に勃発したアゼルバイジャンとナゴルノ・カラバフを巡る紛争で、CSTOから満足に支援を受けられず結果的に同地域を奪還されたことを理由に挙げ、「脱退する。ほかに道はない」と議会で発言し「我々への戦争をアゼルバイジャンと計画した」とCSTOを強く批判したが、脱退の具体的な時期は明言しなかった。

## 集団安全保障条約機構
2002年5月14日に集団安全保障条約を集団安全保障条約機構（露：Организация Договора о Коллективной Безопасности；略語 : ОДКБ　英：Collective Security Treaty Organisation　略語 : CSTO）へ改編することに関する決議が採択された。集団安全保障条約機構の憲章及び法的地位に関する協定は、10月7日にキシニョフで条約加盟国6か国が署名した。2003年4月28日に集団安全保障会議で、両文書は最終的に承認された。9月18日に全加盟国がこれら文書を批准した。
2004年12月2日に、集団安全保障条約機構に国際連合総会オブザーバーの地位が付与された。
集団安全保障条約機構の目的は、条約加盟国の国家安全保障、並びにその領土保全である。ある加盟国に脅威が発生した場合、他の加盟国は、軍事援助を含む必要な援助を提供する義務を有する。条約加盟国の大統領は、軍事力の使用に関する問題を提起することができ、その要請は、集団安全保障会議により検討される。
加盟国間の軍事・政治関係は、非加盟国との軍事関係及び接触と比較して優先性を帯びる。集団安全保障条約のシステムには、東欧方面（ロシア・ベラルーシ軍集団）、カフカーズ方面（ロシア・アルメニア軍集団）、中央アジア方面（集団緊急展開軍〈露：Коллективные силы быстрого развертывания；略称 : КСБР〉2001年に創設）の3方面が含まれる。
集団安全保障条約機構の任務には、テロ、犯罪及び麻薬対策も含まれている。条約加盟国は、2003年から毎年、アフガニスタンの北部国境において、対テロ作戦「カナール」 (Канал) を行っている。その他、集団安全保障条約機構の枠内において、テロ組織の統一リストが準備されている。

### 集団安全保障会議
機構の最高政治機関は、条約加盟国の大統領が入る集団安全保障会議（露：Совет коллективной безопасности；略語 : СКБ）である。会議は、年1回行われる。閉会中は、議長が集団安全保障会議を指揮する。議長職は、条約加盟国大統領が順番で就任する。

### 集団緊急展開軍
集団緊急展開軍編成の決定は、2001年5月にアルメニアの首都エレバンで行われた集団安全保障会議で採択された。
集団緊急展開の編成下には、ロシア（タジキスタンに配置された第201軍事基地）、カザフスタン、キルギス及びタジキスタンから1個大隊ずつ、並びに増強部隊が含まれる。総員は約1,500人である。
エレバンの会議で、セルゲイ・チェルノモルジン少将は集団緊急展開軍司令官任命されると、2001年6月に参謀長ナスイプベク・アブドゥベコフ大佐等とともにビシュケクで統制機関の編成に着手した。本部の員数は将校を参加国から2 - 3人ずつ選出して計10人である。
2001年8月に集団緊急展開軍統制機関の最初の指揮所演習が、10月に最初の部隊演習が、それぞれ行われた。

## 加盟国
- ロシア（2002年 - ）
- アルメニア（2002年 -[注釈 1] ）
- ベラルーシ（2002年 - ）
- カザフスタン（2002年 - ）
- キルギス（2002年 - ）
- タジキスタン（2002年 - ）

## 首脳会議

### 2008年
2008年9月5日、ロシア、アルメニア、ベラルーシ、カザフスタン、キルギス、タジキスタン、ウズベキスタンの首脳が参加してモスクワで開催された。全会一致でロシアのジョージアへの軍事介入を支持した。

### 2022年

#### 5月16日
ロシア、アルメニア、ベラルーシ、カザフスタン、キルギス、タジキスタンの首脳が参加して、ロシアの首都モスクワで開催された。ロシアのプーチン大統領が会合冒頭の演説でウクライナ侵攻について主張を述べたものの、ベラルーシのルカシェンコ大統領を除き同調する発言は出ず、ルカシェンコ大統領は米欧を批判したもののロシアに停戦を勧めたとも取れる内容の演説も行なった。また、プーチン大統領からはウクライナでの作戦の進捗について説明があったが、CSTO軍の参戦は議題にも上らなかった。カザフスタンのトカエフ大統領はロシアのウクライナ侵攻の早期終結を訴え、CSTOと国連平和維持活動の連携を提案した。
アルメニアのパシニャン首相は、2020年のアゼルバイジャンとの紛争の際に実効支配地域の多くを放棄させる停戦合意になったことから「CSTO諸国はアルメニアと国民を喜ばせなかった」と不満を表明した。
キルギスのジャパロフ大統領とタジキスタンのエモマリ・ラフモン大統領は、両国と近接するアフガニスタン情勢について演説した。

#### 11月23日
アルメニアの首都エレバンで開催され、ロシアのウクライナ侵攻について、ベラルーシのルカシェンコ大統領は「停戦交渉を始めるべきだ」「ロシアが敗戦すればCSTOは崩壊するとの（メディアの）論調がある」と発言し、カザフスタンのトカエフ大統領も「和平を模索するときが来ている」と訴えた。アルメニアのパシニャン首相は、ナゴルノ・カラバフの紛争地にロシアの停戦維持部隊がいるにもかかわらずアゼルバイジャンからの攻撃が続いていることに不満を表明し、共同宣言への署名を拒否した。